# Kitta czerwonodzioba
Kitta czerwonodzioba (Urocissa erythroryncha) – gatunek dużego ptaka z rodziny krukowatych (Corvidae), zamieszkujący Himalaje, Azję Wschodnią i Południowo-Wschodnią. Nie jest zagrożony.
PodgatunkiWyróżnia się pięć podgatunków U. erythroryncha:
- U. erythroryncha occipitalis – północno-zachodnie Indie do wschodniego Nepalu.
- U. erythroryncha magnirostris – północno-wschodnie Indie do południowych Indochin.
- U. erythroryncha alticola – północna Mjanma i południowo-środkowe Chiny.
- U. erythroryncha brevivexilla – północno-wschodnie Chiny.
- U. erythroryncha erythroryncha – środkowe, wschodnie i południowo-wschodnie Chiny (w tym wyspa Hajnan), północne Indochiny.

MorfologiaDługość ciała 53–68 cm. Masa ciała: samce 145–192 g, samice 106–155 g. Pod względem upierzenia obie płcie są do siebie podobne.
Zasięg, środowiskoOd Himalajów do południowych i wschodnich Chin oraz Indochin. Głównie górskie lasy.
ZachowanieDługie i eleganckie ogony tych ptaków zwracają uwagę z daleka, gdy stado przelatuje nad zboczami Himalajów. Po kilku energicznych uderzeniach skrzydeł następuje lot ślizgowy. Spotykana jest w małych stadkach, żeruje wokół uprawnych tarasów lub na zrębach. Kiedy żeruje na drzewach lub na ziemi, zadziera do góry ogon z końcówką opadającą do dołu. Z uwagi na atrakcyjny wygląd często trzymana jest w klatkach.
StatusW Czerwonej księdze gatunków zagrożonych IUCN kitta czerwonodzioba klasyfikowana jest jako gatunek najmniejszej troski (LC, Least Concern). Liczebność populacji nie została oszacowana, ale ptak ten opisywany jest jako lokalnie pospolity w większości zasięgu występowania. Ze względu na brak dowodów na spadki liczebności bądź istotne zagrożenia dla gatunku, BirdLife International ocenia trend liczebności populacji jako stabilny.